# Ocnogyna paradalina
Ocnogyna paradalina là một loài bướm đêm thuộc phân họ Arctiinae, họ Erebidae.